# مديرية خارف

تعديل مصدري - تعديل

مديرية خارف إحدى مديريات محافظة عمران في اليمن. بلغ عدد سكانها 45977 نسمة عام 2004. تقع المديرية في جنوب شرق محافظة عمران وتضم ثماني عزل، مركز المديرية مدينة السوق الجديد.

موقع مديرية خارف في محافظة عمران